# 1,2-dichloorbenzeen
1,2-dichloorbenzeen is een gechloreerde koolwaterstof. Het is een van de drie dichloorbenzeen-isomeren met brutoformule C6H4Cl2; de andere zijn 1,3-dichloorbenzeen en 1,4-dichloorbenzeen.

## Synthese
Dichloorbenzenen worden gevormd door de reactie van chloor en benzeen (of chloorbenzeen) in aanwezigheid van een gepaste katalysator, namelijk ijzer(III)chloride (FeCl3):
{\displaystyle {\ce {C6H6 + 2Cl2 -> C6H4Cl2 + 2HCl}}}
De reactie produceert vooral 1,4- en 1,2-dichloorbenzeen, en slechts weinig 1,3-dichloorbenzeen. De reactieproducten kunnen gescheiden worden door destillatie (op basis van hun verschillend kookpunt) en kristallisatie (op basis van hun verschillend smeltpunt). Hoger gechloreerde benzenen, zoals trichloorbenzenen, kunnen omgezet worden tot dichloorbenzenen (dehalogenering met waterstof).
De totale productie van 1,2-dichloorbenzeen in de Westerse wereld in het jaar 1999 is geschat op 54.000 ton.

## Toepassingen
De voornaamste toepassing is als hoogkokend oplosmiddel voor onder meer oliën, wassen, rubbers en harsen. Het is een intermediair product in de synthese van kleurstoffen en pesticiden (via omzetting tot 1,2-dichloor-4-nitrobenzeen).
1,2-dichloorbenzeen wordt gebruikt voor het ontvetten van metaal, leer en wol. Daarnaast wordt het ook verwerkt in industriële deodoranten en verfafbijtmiddelen.

## Toxicologie en veiligheid
1,2-dichloorbenzeen is irriterend voor de ogen, de luchtwegen en de huid. Ze ontvet de huid.
De stof is giftig voor waterorganismen, en is persistent: ze is moeilijk biologisch afbreekbaar, behalve door bacteriepopulaties die geacclimatiseerd zijn aan de stof. Ze is ook bioconcentreerbaar, en stapelt zich op in de voedselketen.